# Gondel (cabine)

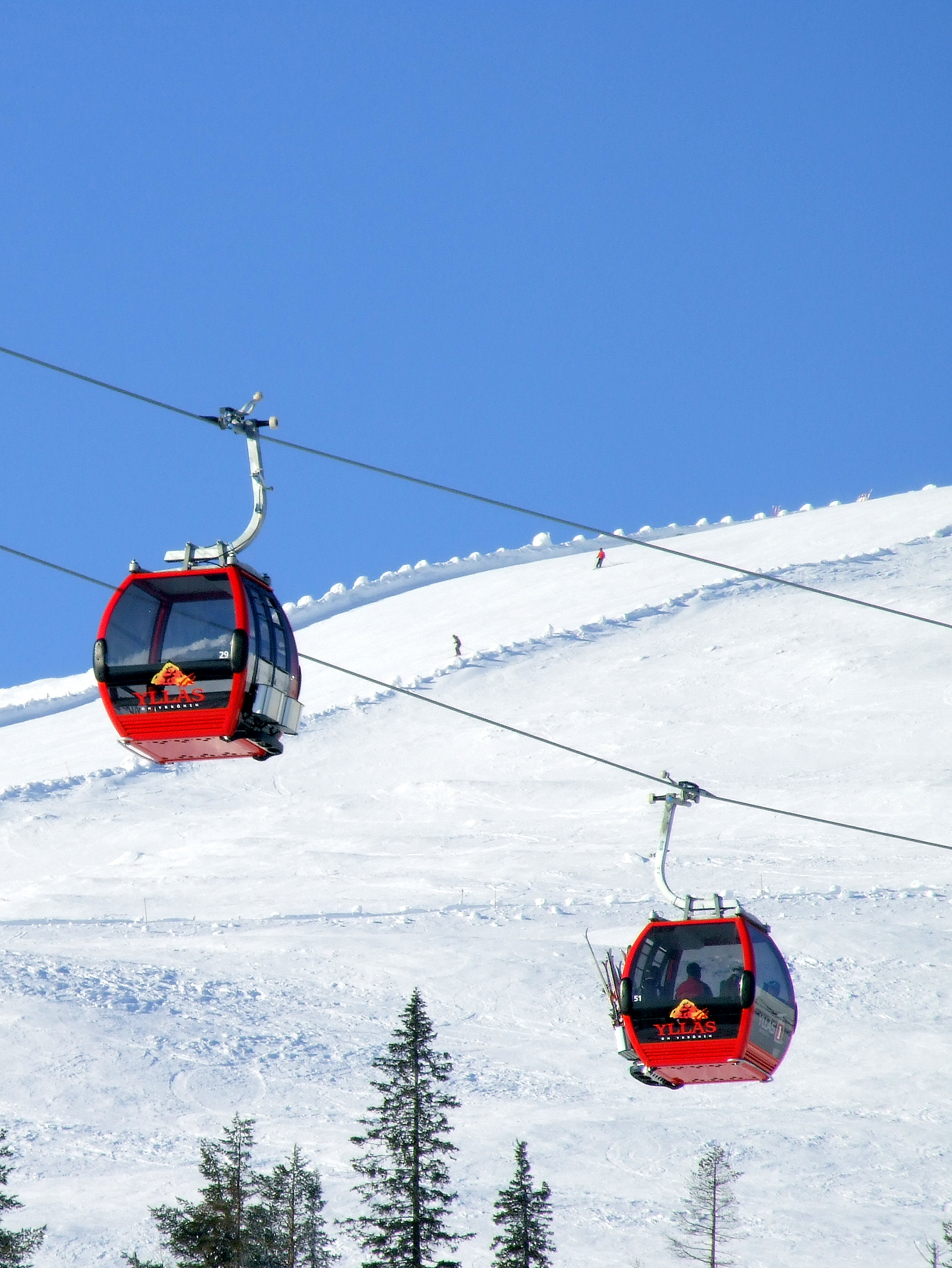
Twee kruisende gondels

Een gondel is een cabine die bevestigd is aan een stalen kabel, die door een motor wordt voortbewogen. Het gehele systeem van gondels, kabels, ondersteunende palen en stations wordt aangeduid als een gondelbaan. In het Frans spreekt men van een télécabine, in het Duits van een Gondelbahn of Umlaufseilbahn. Een gondelbaan wordt meestal toegepast in de gebieden waar de wintersport wordt beoefend om skiërs naar boven te vervoeren, vaak over grote afstanden. Tevens kunnen gondels gebruikt worden als transportsysteem bij darkrides.
Naast de gondelbaan bestaan er nog vele andere soorten kabelbanen. Wanneer er slechts twee cabines zijn die niet door de eindstations draaien, spreekt men over een pendelende kabelbaan (Pendelseilbahn in het Duits). Dit artikel handelt over de kabelbaan waarbij meerdere, doorgaans kleinere, cabines aan één omlopende kabel hangen en waarbij de cabines dus niet pendelen. De kabel is hierbij zowel draag- als trekkabel, bestaat uit één stuk en draait door het station.

## Werking
Ski's of snowboards kunnen vaak in vakken geplaatst worden, meestal aan de buitenzijde van de deur. Er kan ook een bak gebruikt worden uitsluitend voor goederen en/of dieren. De cabines zijn door middel van een hanger verbonden aan een kabel.
Om de capaciteit te verhogen moet de omloopsnelheid groter worden. Het in- en uitstappen wordt dan moeilijker. Bij oudere gondelbanen blijven de cabines aan de kabel hangen. Bij nieuwe en gerenoveerde gondelbanen wordt de gondel losgekoppeld als de gondel in het (dal-, tussen- of berg)station komt en rustig over een rolbaan verder geleid, om in- en uitstappen makkelijker te maken. In tussenstations wordt de gondel meestal over een rail naar een andere omloopkabel geleid. De doorgaande passagiers kunnen in dat geval gewoon blijven zitten. Als de gondel het station verlaat, wordt deze met een versnelling weer aan de omloopkabel gekoppeld. De klemconstructie van de hanger op de kabel is dus belangrijk.
Het systeem met ontkoppelbare gondels maakt het mogelijk om gondels te stallen bij slecht weer of in de nacht. Ook het vervangen van gondels is gemakkelijk en als er mensen zijn waarvoor de gondel volledig tot stilstand moet komen, kan het in- of uitstappen helemaal buiten het doorgaande circuit plaatsvinden. Ook bestaat de mogelijkheid tijdelijk speciale gondels in te zetten.
Banen met vaste gondels hebben meestal een lagere capaciteit dan banen met ontkoppelbare gondels. Een stoeltjeslift is technisch een open variant van de gondelbaan.

## Voordelen
Het voordeel van een gondel boven bijvoorbeeld een sleepliftje of een stoeltjeslift is de grote vervoerscapaciteit, zodat veel mensen tegelijk, soms wel zo'n 40, kunnen worden vervoerd. Ook is het handig dat de meeste gondels worden losgekoppeld in het station, waardoor de snelheid flink verlaagd kan worden, wat het mogelijk maakt gemakkelijk in en uit te stappen. De kabelsnelheid ligt dan ook aanzienlijk hoger dan bij een stoeltjeslift.

## Nadelen
Bij een gondelbaan moet men zijn ski's uitdoen. Ook vangt een gondelbaan veel meer wind dan pakweg, een stoeltjeslift, waardoor het bij hevige wind niet veilig is om de gondelbaan in werking te stellen. De wind speelt dan te veel met de cabines/gondels waardoor ze bijvoorbeeld tegen de liftpalen kunnen botsen.